# Raadhuis van Blerick
Het voormalige Raadhuis van Blerick is een monumentaal pand in de wijk  Blerick in de Limburgse gemeente Venlo.

## Geschiedenis

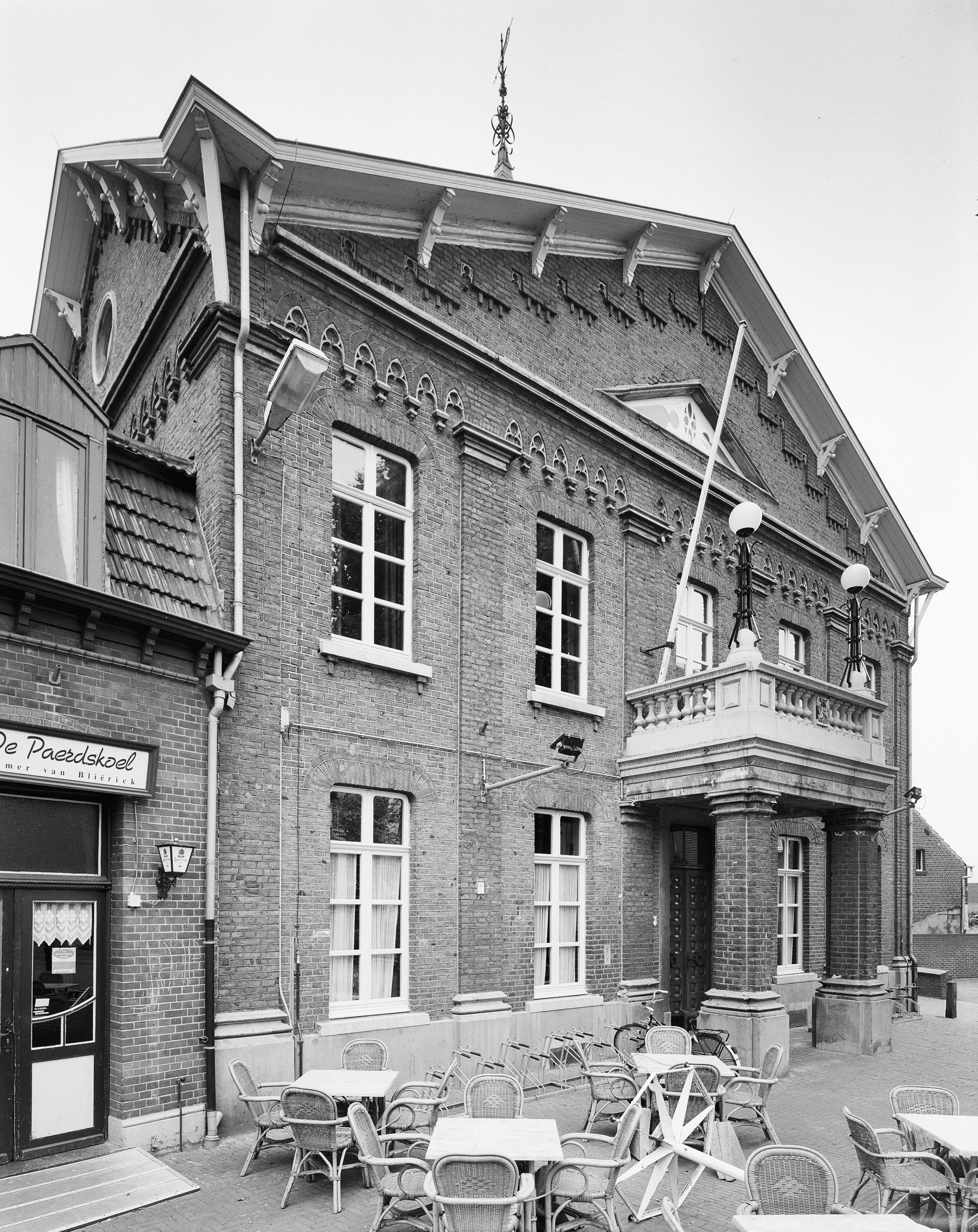
Voorgevel van het voormalige raadhuis, gezien vanuit het noordoosten

In 1865 werd het pand gebouwd als woning voor het schoolhoofd. In 1867 kreeg het pand een raadhuisfunctie, terwijl de dorpsonderwijzer op de benedenverdieping bleef wonen.
In 1940 werd Blerick geannexeerd en verloor het gebouw haar functie als gemeentehuis.

## Bouwwerk
Het bakstenen gebouw is opgetrokken in eclectische stijl en heeft twee bouwlagen met aan de voorzijde een bordes. De frontgevel heeft vijf traveeën die van elkaar gescheiden worden door zes gekorniste pilasters, rustend op natuurstenen sokkels. Tussen de pilasters een sierlijst van spitsbogen, met in elk boogje een natuurstenen driepas. Onder de dakrand bevindt zich een klimmende lijst met siermetselwerk waarin de driepas terugkomt. De top van de frontgevel bevat een timpaan evenals in de andere gevels. Midden op het dak staat een sierlijk torentje.